# سبيكة روز

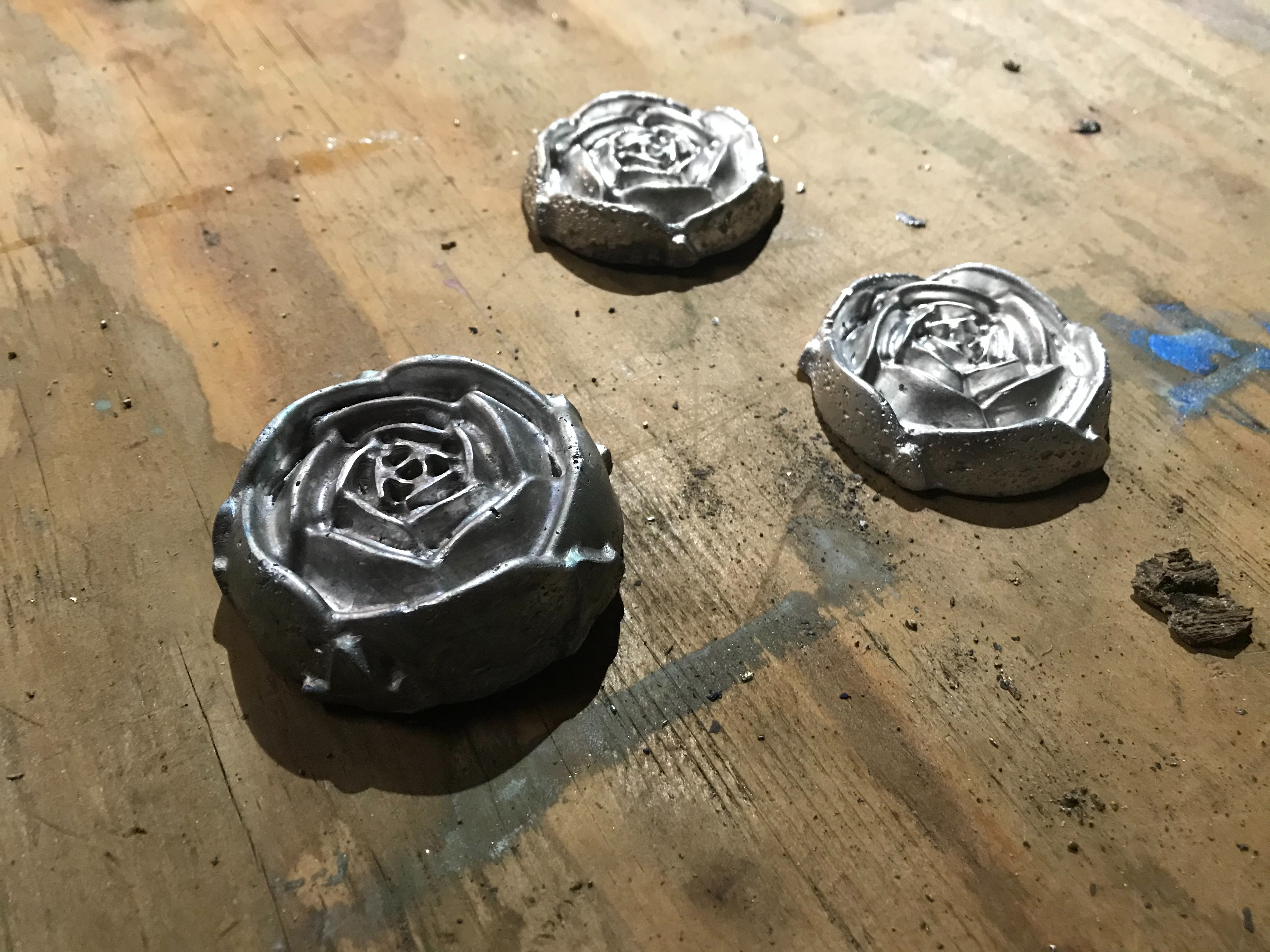

سبيكة روز (Rose's alloy) أو معدن روز هي سبيكة سهلة الانصهار، تتركب من الإثمد (50%) والرصاص (25–28%) والقصدير (22–25%).
تتميز سبيكة روز أنها ذات نقطة انصهار منخفضة نسبياً تتراوح بين 94 - 98 °س؛ وهي لا تتقلص عند التبريد.
تستخدم سبيكة روز في صنع سبيكة لحام القصدير. سميت السبيكة على اسم مكتشفها هاينريش روز Heinrich Rose.

## اقرأ أيضاً
- سبيكة وود
- سبيكة فيلد
- غالينستان